# Je me souviens d'un adieu (tournée)
 (mars 2024).
La mise en forme du texte ne suit pas les recommandations de Wikipédia : il faut le « wikifier ».
Les points d'amélioration suivants sont les cas les plus fréquents :
- Les titres sont pré-formatés par le logiciel. Ils ne sont ni en capitales, ni en gras.
- Le texte ne doit pas être écrit en capitales (les noms de famille non plus), ni en gras, ni en italique, ni en « petit »…
- Le gras n'est utilisé que pour surligner le titre de l'article dans l'introduction, une seule fois.
- L'italique est rarement utilisé : mots en langue étrangère, titres d'œuvres, noms de bateaux, etc.
- Les citations ne sont pas en italique mais en corps de texte normal. Elles sont entourées par des guillemets français : « et ».
- Les listes à puces sont à éviter, des paragraphes rédigés étant largement préférés. Les tableaux sont à réserver à la présentation de données structurées (résultats, etc.).
- Les appels de note de bas de page (petits chiffres en exposant, introduits par l'outil «  Source ») sont à placer entre la fin de phrase et le point final[comme ça].
- Les liens internes (vers d'autres articles de Wikipédia) sont à choisir avec parcimonie. Créez des liens vers des articles approfondissant le sujet. Les termes génériques sans rapport avec le sujet sont à éviter, ainsi que les répétitions de liens vers un même terme.
- Les liens externes sont à placer uniquement dans une section « Liens externes », à la fin de l'article. Ces liens sont à choisir avec parcimonie suivant les règles définies. Si un lien sert de source à l'article, son insertion dans le texte est à faire par les notes de bas de page.
- La présentation des références doit suivre les conventions bibliographiques. Il est recommandé d'utiliser les modèles {{Ouvrage}}, {{Chapitre}}, {{Article}}, {{Lien web}} et/ou {{Bibliographie}}. Le mode d'édition visuel peut mettre en forme automatiquement les références.
- Insérer une infobox (cadre d'informations à droite) n'est pas obligatoire pour parachever la mise en page.

Pour une aide détaillée, merci de consulter Aide:Wikification.
Si vous pensez que ces points ont été résolus, vous pouvez retirer ce bandeau et améliorer la mise en forme d'un autre article.
Je me souviens d'un adieu est le nom de la tournée qui signe le retour de Michel Sardou sur scène, cinq ans après ses adieux de 2017/2018 avec le spectacle La Dernière Danse ainsi que pour fêter ses 60 ans de carrière avec son public.

## Dates de la tournée
La mise en vente des places débute le 14 novembre 2022 à 10 heures et 100 000 billets sont vendus en seulement 8 heures, un record pour l'artiste. Très rapidement des dates supplémentaires sont rajoutées.
| Date             | Ville            | Pays     | Lieu                    |
| ---------------- | ---------------- | -------- | ----------------------- |
| 3 octobre 2023   | Rouen            | France   | Zénith de Rouen         |
| 4 octobre 2023   | Caen             | France   | Zénith de Caen          |
| 10 octobre 2023  | Bruxelles        | Belgique | Forest National         |
| 11 octobre 2023  | Bruxelles        | Belgique | Forest National         |
| 14 octobre 2023  | Amiens           | France   | Zénith d'Amiens         |
| 17 octobre 2023  | Lille            | France   | Zénith de Lille         |
| 18 octobre 2023  | Lille            | France   | Zénith de Lille         |
| 27 octobre 2023  | Montréal         | Canada   | Centre Bell             |
| 28 octobre 2023  | Québec           | Canada   | Centre Vidéotron        |
| 7 novembre 2023  | Nice             | France   | Palais Nikaïa           |
| 9 novembre 2023  | Aix-en-Provence  | France   | Aréna                   |
| 10 novembre 2023 | Toulon           | France   | Zénith de Toulon        |
| 11 novembre 2023 | Montpellier      | France   | Aréna                   |
| 14 novembre 2023 | Nantes           | France   | Zénith de Nantes        |
| 15 novembre 2023 | Nantes           | France   | Zénith de Nantes        |
| 17 novembre 2023 | Orléans          | France   | Zenith d'Orléans        |
| 18 novembre 2023 | Tours            | France   | Parc Expos              |
| 21 novembre 2023 | Reims            | France   | Reims Arena             |
| 22 novembre 2023 | Strasbourg       | France   | Zénith de Strasbourg    |
| 24 novembre 2023 | Saint-Étienne    | France   | Zénith de Saint-Étienne |
| 25 novembre 2023 | Dijon            | France   | Zénith de Dijon         |
| 28 novembre 2023 | Toulouse         | France   | Zénith de Toulouse      |
| 29 novembre 2023 | Pau              | France   | Zénith de Pau           |
| 8 décembre 2023  | Genève           | Suisse   | Arena de Genève         |
| 9 décembre 2023  | Grenoble         | France   | Palais des Sports       |
| 13 décembre 2023 | Bordeaux         | France   | Arkéa Arena             |
| 14 décembre 2023 | Poitiers         | France   | Aréna                   |
| 16 décembre 2023 | Limoges          | France   | Zénith de Limoges       |
| 19 décembre 2023 | Lyon             | France   | Halle Tony-Garnier      |
| 20 décembre 2023 | Lyon             | France   | Halle Tony-Garnier      |
| 12 janvier 2024  | Amnéville        | France   | Galaxie                 |
| 13 janvier 2024  | Nancy            | France   | Zénith de Nancy         |
| 19 janvier 2024  | Albertville      | France   | Halle olympique         |
| 20 janvier 2024  | Dijon            | France   | Zénith de Dijon         |
| 23 janvier 2024  | Périgueux        | France   | Aréna Périgord          |
| 24 janvier 2024  | Bordeaux         | France   | Arkéa Arena             |
| 26 janvier 2024  | Tours            | France   | Parc Expos              |
| 27 janvier 2024  | Nantes           | France   | Zénith de Nantes        |
| 31 janvier 2024  | Épernay          | France   | Parc Expos              |
| 2 février 2024   | Bruxelles        | Belgique | Forest National         |
| 3 février 2024   | Bruxelles        | Belgique | Forest National         |
| 7 février 2024   | Lyon             | France   | LDLC Arena              |
| 9 février 2024   | Genève           | Suisse   | Arena de Genève         |
| 10 février 2024  | Saint-Étienne    | France   | Zénith de Saint-Étienne |
| 15 février 2024  | Rennes           | France   | Le Liberté              |
| 16 février 2024  | Rennes           | France   | Le Liberté              |
| 17 février 2024  | Rennes           | France   | Le Liberté              |
| 20 février 2024  | Marseille        | France   | Le Dôme                 |
| 22 février 2024  | Toulouse         | France   | Zénith de Toulouse      |
| 24 février 2024  | Angoulême        | France   | Parc Expos              |
| 27 février 2024  | Le Mans          | France   | Antarès                 |
| 28 février 2024  | Rouen            | France   | Zénith de Rouen         |
| 1er mars 2024    | Orléans          | France   | Zénith d'Orléans        |
| 2 mars 2024      | Angers           | France   | Arena Loire             |
| 5 mars 2024      | Douai            | France   | Parc Expos              |
| 6 mars 2024      | Amiens           | France   | Zénith d'Amiens         |
| 8 mars 2024      | Caen             | France   | Zénith de Caen          |
| 9 mars 2024      | Angers           | France   | Arena Loire             |
| 16 mars 2024     | Paris            | France   | Paris La Défense Arena  |
| 17 mars 2024     | Paris            | France   | Paris La Défense Arena  |
| 25 mars 2024     | Clermont-Ferrand | France   | Zénith d'Auvergne       |
| 26 mars 2024     | Clermont-Ferrand | France   | Zénith d'Auvergne       |
| 29 mars 2024     | Brest            | France   | Brest Arena             |

## Tour de chant
La première partie du spectacle est assurée par le pianiste Antoine Decrop,.
1. Intro
2. Les Lacs du Connemara
3. Marie-Jeanne
4. Casino
5. Une fille aux yeux clairs
6. Le Privilège
7. Je vais t'aimer
8. Le Bac G
9. Parlons de toi, de moi
10. Aujourd'hui peut-être
11. Intermède parlé[pertinence contestée]
12. Medley : Salut / En chantant / Chanteur de jazz / Je veux l'épouser pour un soir / Je t'aime, je t'aime / La Java de Broadway / Et mourir de plaisir / Le Temps des colonies / Afrique adieu / Dix ans plus tôt / La génération Loving You / Il était là (le fauteuil) / Je viens du sud / Je ne suis pas mort, je dors / J'accuse / Un accident / La vieille / Les Vieux Mariés / Le France / La Maladie d'amour
13. Quelque chose de Tenessee
14. Intermède parlé[pertinence contestée]
15. La Rivière de notre enfance (avec Pierre Billon) ou Rouge (8, 16, 17, 25 et 26 mars 2024)
16. Vladimir Ilitch
17. Les Villes de solitude
18. Mam'selle Louisiane
19. L'autre femme
20. Verdun
21. Je vole
22. Les Ricains
23. Être une femme
24. Musulmanes
25. Comme d'habitude
26. Les Lacs du Connemara (Reprise instrumentale)

## Équipes

### Musiciens
- Pierre Billon : direction artistique, percussions, guitares, chœur et voix
- Jean Mora : direction artistique
- Alain Lanty : piano
- Loic Pontieux : batterie
- Michel Aymé : guitare
- Rémy Leger : basse
- Olivier Coudeyras : guitare
- Romain Berrodier : clavier
- Roman Didier : trompette
- Joël Chausse : trompette
- Cyril Galamini : trombone
- Louis Cheve-Melzer : saxophone flûte
- Karen Brunon : arrangement
- Nadine Collon : violon
- Lysiane Metry : violon
- Christelle Guignier : alto
- Maude Pages : violoncelle

### Choristes
- Alexandre Lecuyer
- Thiphaine Sitja Géry
- Pierre Darmon
- Sophie Thiam
- Sabine Coudeyras
- Dalila Chikh